# Trnavská universitní tiskárna
Trnavská univerzitní tiskárna byla tiskárna působící při staré Trnavské univerzitě. Po vzniku Trnavské univerzity působila při ní do roku 1640 nejprve jako arcibiskupská tiskárna, která se v roce 1640 transformovala na akademickou.
Akademickou tiskárnu spravoval prefekt (člen profesorského sboru), někdy také s pomocníkem, většinou vyučeným typografem (tzv. Socius prefecti), technicky se o ni staral faktor, jehož jméno se obvykle uvádělo i na titulním listu tisku. Za 125 let působení akademické tiskárny se jich vystřídalo 26. V polovině 17. století se tiskárna přestěhovala do budovy univerzity a později patřila k nejvýznamnějším tiskárnám tehdejšího Uherska. V roce 1770 měla 6 tiskových strojů a zaměstnávala 10 mistrů a 10 sazečů. Měla vlastní písmolijnu knihárnu a vlastnila také papírny v Dechticích a Klášteře pod Znievom.
Za období své činnosti vyprodukovala kolem 5000 různých knih nejen s náboženskou tematikou, ale i díla historická, filozofická, životopisná, divadelní hry, kalendáře apod. v různých jazycích včetně slovenštiny. Z nejvýznamnějších tisků lze zmínit Szőlősiho Cantus Catholic, martina Sentivániho Miscellanea, Timonova Topographie a pod. Po zrušení řádu jezuitů v roce 1773 byla tiskárna zestátněna a stala se z ní tiskárna trnavská. Pod novou správou pracovala čtyři roky, do roku 1777. Při příležitosti zestátnění byla provedena inventura, ze které známe podrobný stav tiskařského zařízení i zaměstnanců, jakož i produkci a zásoby tiskárny.
Po roce 1777 se zaměstnanci i zařízení trnavské tiskárny začali stěhovat do Budína a v Trnavě zůstala jen jako filiálka tiskárny budínské Královské univerzity. Její produkce se postupně snižovala, nakonec měla tři sazeče a čtyři mistry, ale i tak vytiskla celkem 477 známých děl, z toho 71 slovenských. Nakonec byla v roce 1798 zrušena.